# Byrsonima amoena
Byrsonima amoena är en tvåhjärtbladig växtart som beskrevs av José Cuatrecasas. Byrsonima amoena ingår i släktet Byrsonima och familjen Malpighiaceae. Inga underarter finns listade i Catalogue of Life.